# Blumenau (Wunstorf)
Das Dorf Blumenau ist eine nördlich liegende Ortschaft der Mittelstadt Wunstorf in der niedersächsischen Region Hannover.

## Geografie

### Lage
Zwischen den beiden Ortsteilen Blumenau und Liethe fließt die Westaue. Nachbarn sind im Westen Klein Heidorn, im Norden Bordenau und im Südosten Luthe. Von Luthe aus führt die Kreisstraße 333 durch Blumenau nach Liethe.

### Ortsgliederung
Die Ortschaft gliedert sich in folgenden Ortsteile:
- Blumenau (Hauptort)
- Liethe

## Geschichte
Erstmals urkundlich erwähnt wurde Blumenau 1317 in einem Vergleichsdokument als „Borstelde“. Schon in Urkunden der Jahre 1320 und 1321 fand sich der neue Name in der Schreibform „Blomenow“ oder „Blomenowe“ für die Lage im blumenreichen Flusstal. Liethe wurde bereits 1297 als „Grevincborstelde“ genannt und fand erst 1547 seine heutige Bezeichnung. Nachdem Blumenau in Besitz der Herzöge von Braunschweig-Lüneburg gekommen war, entstand das Amt Blumenau. Im Jahr 1790 bekam das Amt die Vogtei über die Stadt Wunstorf übertragen, 1819 übernahm es zusätzlich die Aufgaben des Amtes Bokeloh. Es behielt seine Funktion über 400 Jahre bis zur Auflösung 1859. Anschließend erfolgte die Eingliederung in das Amt Neustadt, dem späteren Kreis Neustadt.
Eine gravierende Veränderung im Ort ergab sich 1936, als das Reichskriegsministerium gegen den Blumenauer Protest Bauern aus der Lüneburger Heide umsiedelte, um den Truppenübungsplatz Munster auszubauen. Sie erhielten 22 Hofstellen in Blumenau.

### Stützpunkt der Räuberbande des Nikol List
Ein liiertes Wirtshaus in Blumenau diente der beinahe deutschlandweit berühmt-berüchtigten Räuberbande des Nikol List als Anlaufstelle für seine weitausgreifenden Unternehmungen. Hinzu kommt eine stattliche Anzahl ortsansässiger Mitglieder seines Gauner-Syndikats, welches neben zahlreichen Unternehmungen in der Nachbarschaft (etwa hinsichtlich der Heimsuchung der Wunstorfer Stiftskirche in der Nacht zum 27. März 1696) in kurzem zeitlichen Abstand großes Aufsehen mit gelungenen Beraubungen des Hamburger Doms, der Braunschweiger Katharinenkirche und der Lüneburger Goldenen Tafel hervorrief. Der Wirt des erwähnten Blumenauer Wirtshauses schaffte etwa mit seinem Vierspänner die Beute aus Braunschweig herbei, und in seinem Lokal wurde die Beute unter illustrer Gesellschaft aufgeteilt.

### Eingemeindungen
Im Zuge der Gebietsreform in Niedersachsen, die am 1. März 1974 stattfand, wurde die zuvor selbständige Gemeinde Blumenau in die Stadt Wunstorf eingegliedert.

### Einwohnerentwicklung
| Jahr      | 1910  | 1925  | 1933  | 1939  | 1950  | 1956  | 1973  | 2018  | 2020   |
| --------- | ----- | ----- | ----- | ----- | ----- | ----- | ----- | ----- | ------ |
| Einwohner | 163   | 163   | 253   | 305   | 594   | 494   | 445   | 1553  | 1523   |
| Quelle    | [ 6 ] | [ 7 ] | [ 7 ] | [ 7 ] | [ 8 ] | [ 8 ] | [ 1 ] | [ 9 ] | [ 10 ] |

|  |

## Politik

### Ortsrat
Der Ortsrat von Blumenau setzt sich aus zwei Ratsfrauen und drei Ratsherren folgender Parteien zusammen:
- CDU: 2 Sitze
- SPD: 2 Sitze
- Grüne: 1 Sitz

(Stand: Kommunalwahl 11. September 2021)

### Ortsbürgermeister
Der Ortsbürgermeister ist Frank Zülich (SPD). Sein Stellvertreter ist Michael Hasenbein (SPD).

### Wappen
Der Entwurf des Kommunalwappens von Blumenau stammt von dem Heraldiker und Autor Werner Kaemling, der sämtliche Wappen in der Region Hannover entworfen hat. Die Genehmigung des Wappens wurde durch den Regierungspräsidenten in Hannover am 29. Juni 1970 erteilt.
| Wappen von Blumenau | Blasonierung: „Auf blauem, schräglinks durch silbernen Wellenbalken geteiltem Schild im rechten, oberen Feld der Oberkörper eines nach rechts gerichteten, steigenden, goldenen, rot-bewehrten Löwen, fünfzackig gekrönt; im linken unteren Feld zwei gekreuzte, stilisierte, goldene Pferdeköpfe.“ |
| Wappen von Blumenau | Wappenbegründung: In dem Wappenbuch des Landkreises Hannover steht hierzu: „Der silberne Wellenbalken steht für den Aue-Fluss, der die Gemarkung Blumenau durchfließt. Der Löwe nimmt Bezug auf das Geschlecht der Grafen von Roden-Wunstorf, das hier im Mittelalter ein festes Haus besaß und deutet gleichermaßen für die jahrhundertelange Rolle Blumenaus als Sitz eines braunschweig-lüneburgischen bzw. königlich-hannoverschen Amtes hin. Die Pferdeköpfe als Zeichen des niedersächsischen Bauernstandes symbolisieren die 1936 erfolgte Aufteilung der Domäne Blumenau und die damit verbundene Ansiedlung von 22 Bauernfamilien, die ihre Besitzungen in der Lüneburger Heide verlassen mussten, als dort ein Truppenübungsplatz entstand.“ |

## Kultur und Sehenswürdigkeiten

### Bauwerke
- Wassermühle Blumenau
- Schloss Blumenau
- Gut Liethe
- Denkmal für die Gefallenen des Zweiten Weltkriegs mit 29 Gräbern (siehe Fotogalerie), gelegen zwischen Blumenau und Liethe in einem kleinen Wäldchen östlich der Leinechaussee

### Naturdenkmale
- Galgenberg (bronzezeitliches Hügelgrab)
- Mammutbaum

### Fotogalerie

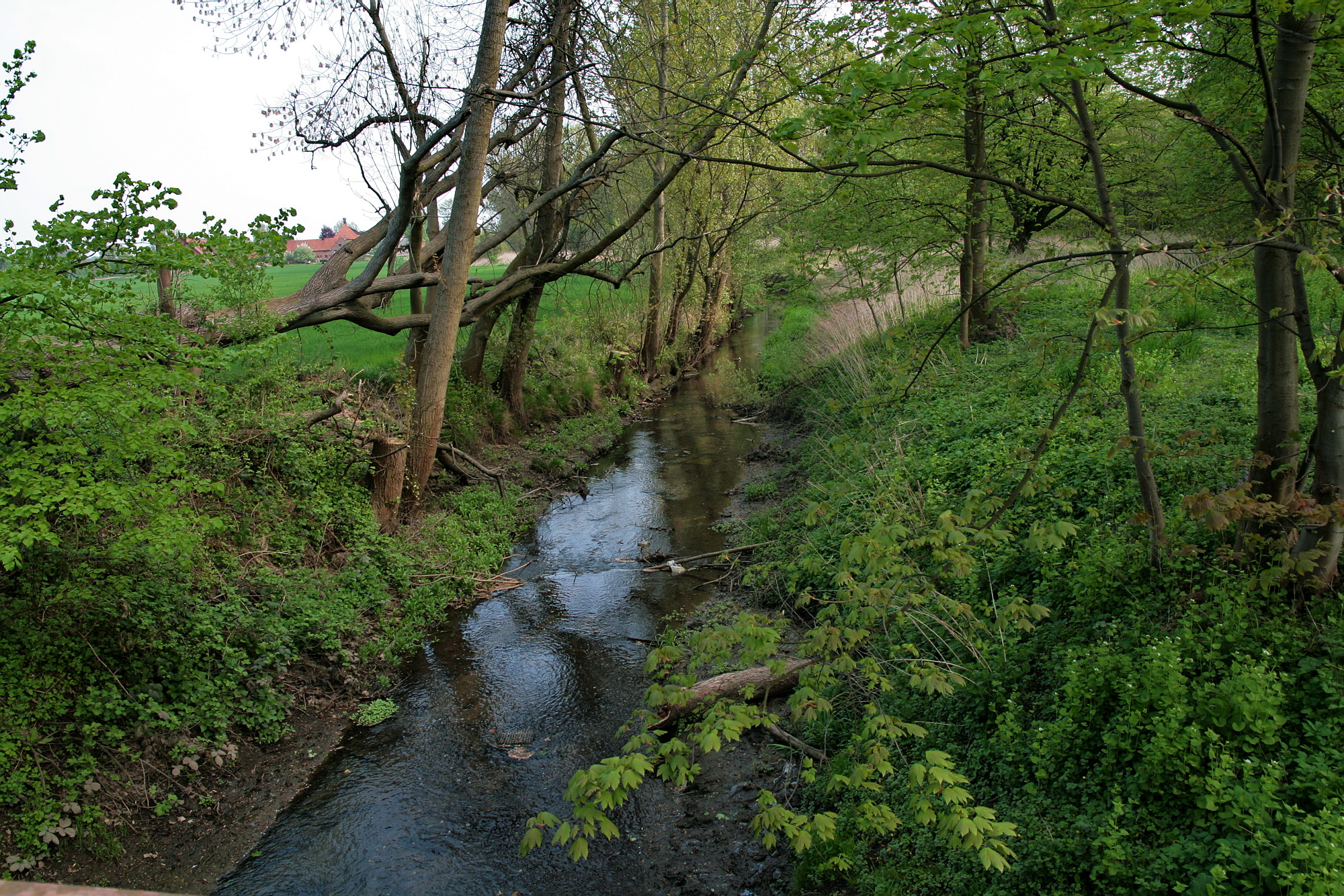
Alte Südaue
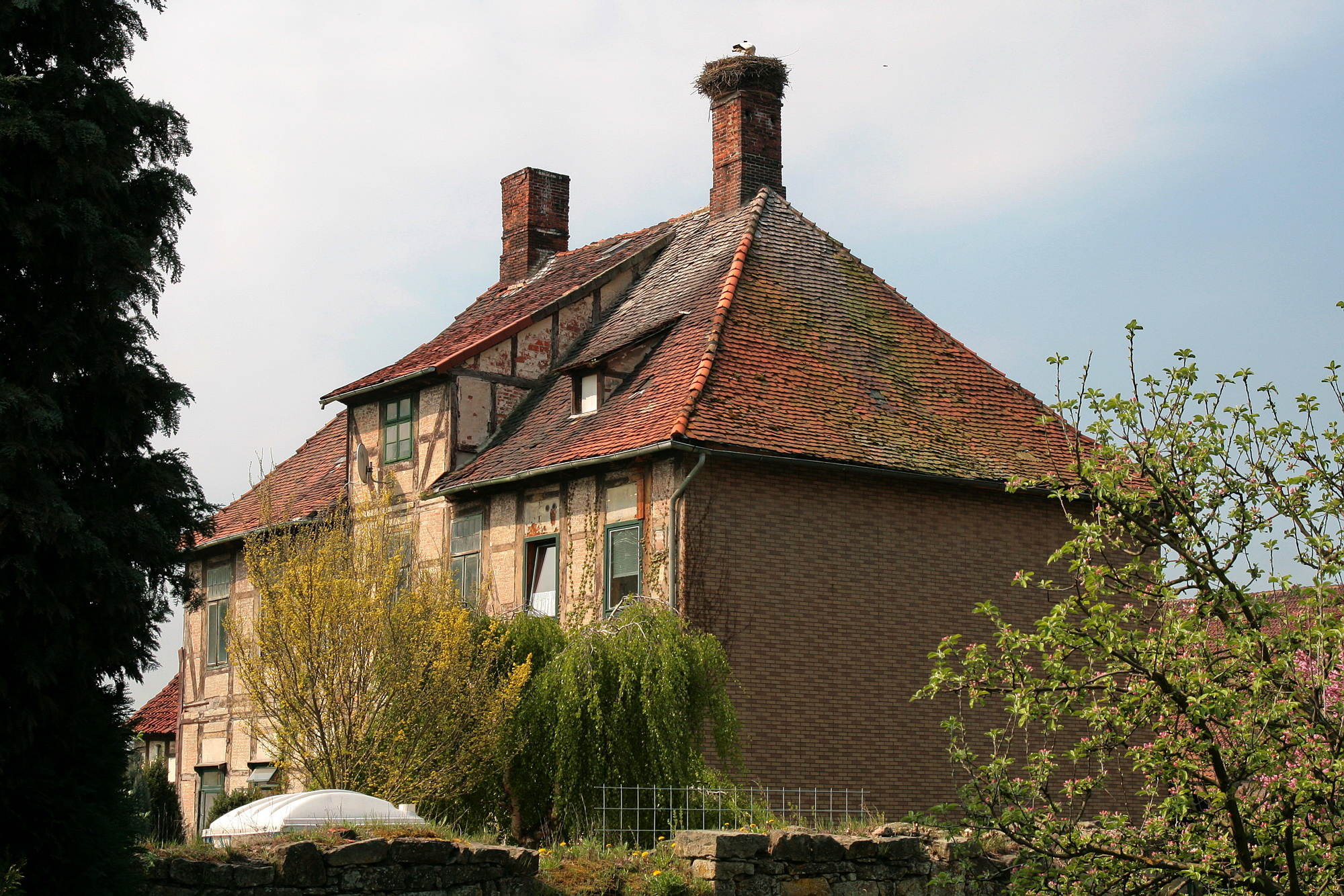
Storchenhaus
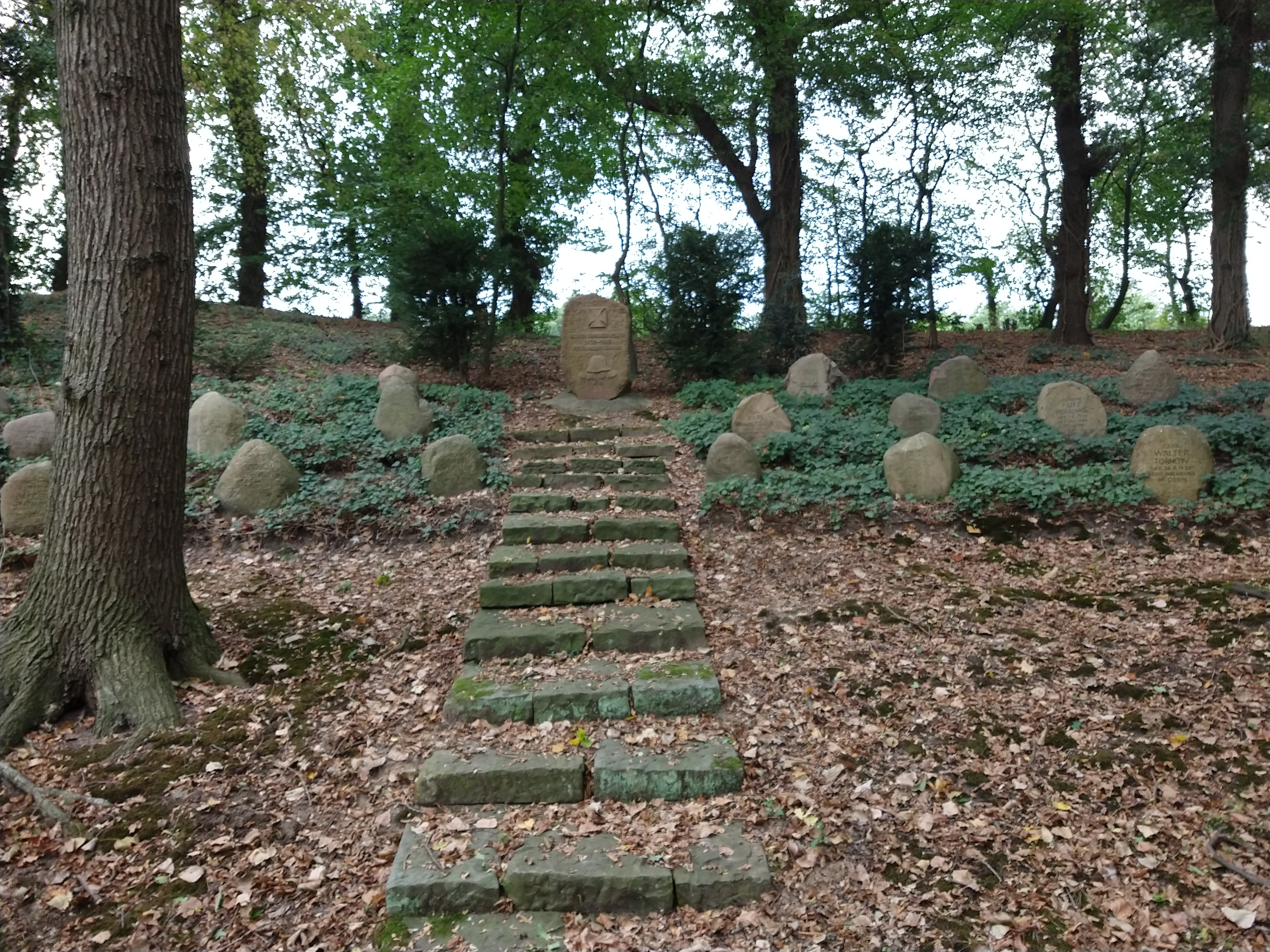
Gefallenen-Denkmal
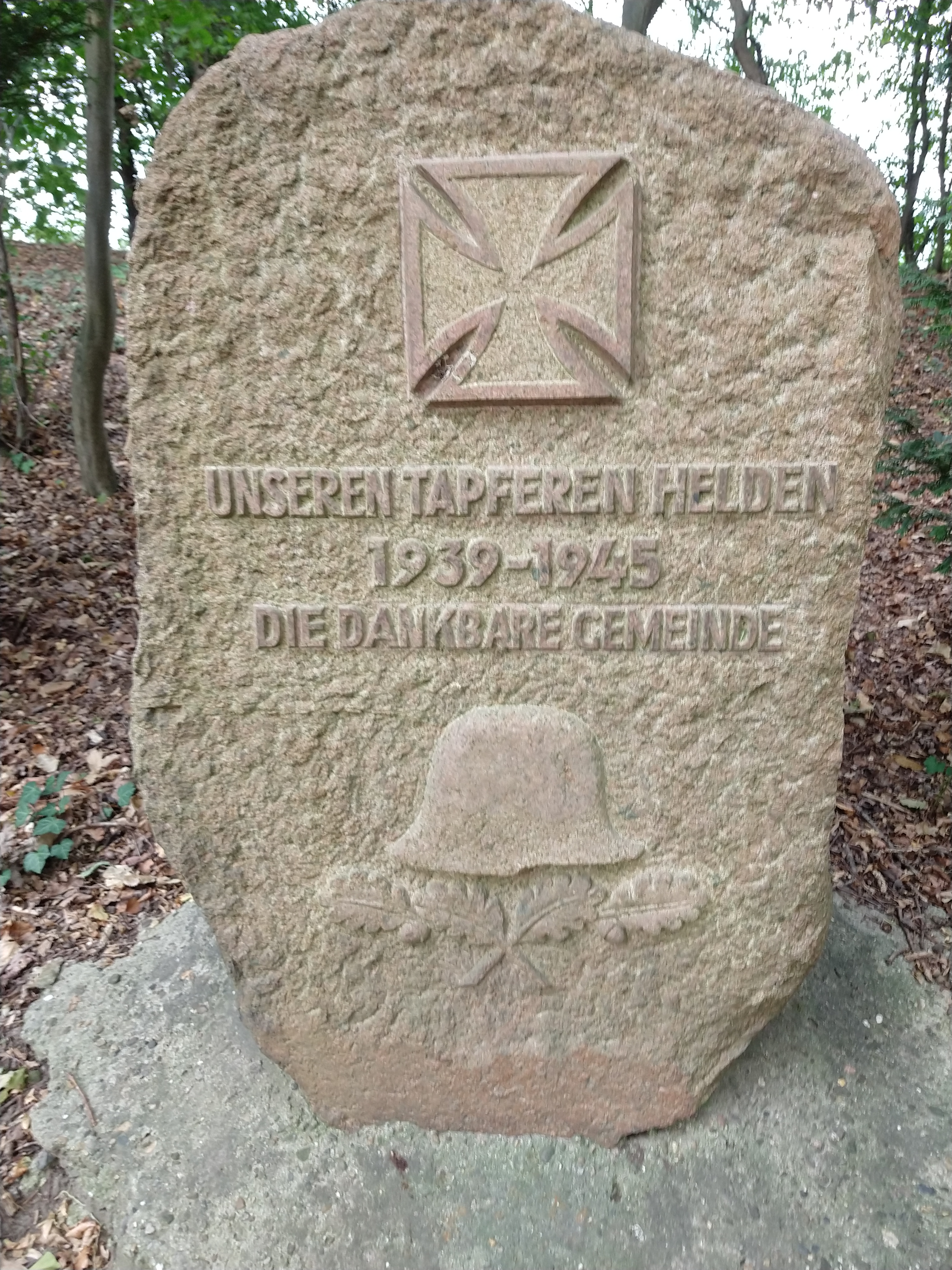
Gefallenen-Denkmal

## Persönlichkeiten
Söhne und Töchter des Ortes
- Rosemarie Sack-Dyckerhoff (1917–2015), Bildhauerin

Personen, die mit dem Ort in Verbindung stehen
- Eduard von Kielmansegg (1804–1879), Ministerpräsident des Königreichs Hannover, starb in Blumenau